# Juvigny-sur-Orne
Juvigny-sur-Orne is een gemeente in het Franse departement Orne (regio Normandië) en telt 105 inwoners (2009). De plaats maakt deel uit van het arrondissement Argentan.

## Geografie
De oppervlakte van Juvigny-sur-Orne bedraagt 3,3 km², de bevolkingsdichtheid is dus 31,8 inwoners per km².
De onderstaande kaart toont de ligging van Juvigny-sur-Orne met de belangrijkste infrastructuur en aangrenzende gemeenten.

## Demografie
Onderstaande figuur toont het verloop van het inwonertal (bron: INSEE-tellingen).